# Paul Valcke
Paul Valcke, né le 11 janvier 1914 à Ostende et mort le 15 juillet 1980, est un escrimeur belge pratiquant le fleuret.

## Palmarès

### Escrime aux Jeux olympiques
- 1948 à Londres,  Royaume-Uni
  -  Médaille de bronze dans l'épreuve du fleuret par équipes[1]